# Piasecki H-25
Piasecki H-25 (обозначения: Piasecki H-25 Army Mule/HUP Retriever) — транспортный вертолёт США. Разработан и производился компанией Piasecki Helicopter Corporation в конце 40-х и начале 50-х годов XX века. Выведен из эксплуатации в 1964 году. Произведено более 370 машин (в нескольких модификациях).
В 1956 название компании сменилось на Vertol Aircraft Corporation, в 1960 она была куплена Boeing Aircraft Company 1960, и получила название Boeing-Vertol.

## Разработка. Конструкция вертолёта. Эксплуатация
В 1945 ВМС США выдал предложение на разработку компактного поисково-спасательного/вспомогательного вертолета для эксплуатации с авианосцев и других военных кораблей. Piasecki Helicopter Corporation разработала прототип вертолёта XHJP-1, первый полет выполнен в марте 1948. Вертолёт был одобрен ВМС для серийного производства. Эксплуатация машины в ВМС и морской пехоте США началась в 1949.
Вертолёт выполнен по продольной схеме. Несущие винты- трехлопастные, диаметром 11 метров, лопасти складывались для хранения машины в ангаре авианосца. Силовая установка- один поршневой радиальный двигатель Continental R975-46 взлётной мощностью 550 л.с. (410 kW). Для поисково-спасательных операций вертолет оборудовался сдвижной дверью с электроприводом и подъемной лебёдкой.
Вертолеты серии HUP для ВМС производились в нескольких вариантах: HUP-1, −2, и 3. HUP-2 стал первым серийным вертолётом, оснащенным автопилотом. Выпускалась модификация для армии США. Часть машин экспортировалась и использовалась ВМС Канады и Франции (где вертолет эксплуатировался c 1953 по 1965).
Армейские машины H-25 применялись для различных целей до 1962. Последние машины выведены из эксплуатации в США в 1964, в ВМС Франции- в 1965.

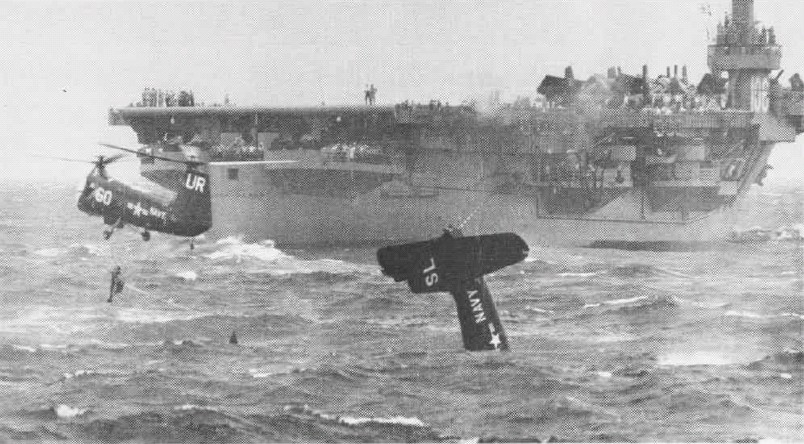
Спасательная операция, 1953

## Модификации
- XHUP-1 − 2 первых прототипа.
- HUP-1 — транспортный и поисково-спасательный для ВМС США, двигатель Continental R-975-34.
- HUP-2 — Улучшенный вариант с двигателем Continental R-975-46. В 1962 получил обозначение UH-25B.
- HUP-2S — противолодочный вертолет с погружаемым сонаром.
- HUP-3 — Транспортный для ВМС США с двигателем Continental R-975-46A, аналогичен армейскому H-25A «Army Mule», в 1962 получил обозначение UH-25C.
- H-25A Army Mule (англ. «армейский мул») — Транспортный для армии США с двигателем Continental R-975-46A, увеличенными дверями, гидравлической системой управления, усиленным полом кабины. Семьдесят машин поставлены для армии начиная с 1953 года, но по причине малопригодности для работы во фронтовой зоне 50 из них переданы ВМС. Оставшиеся использовались в тренировочных целях и сняты с эксплуатации к 1958.

## Лётно-технические характеристики (HUP-3)
- Экипаж: 2 пилота
- Пассажиры:4-5 человек
- Длина: 17,35 м
- Диаметр несущих винтов: 10,67 м
- Высота : 3,81 м
- Площадь, ометаемая несущим винтом: 179 м²
- Вес (пустой): 1782 кг
- Вес (максимальный взлётный): 2767 кг
- Силовая установка: 1 × ПД Continental R-975-46A, мощность 550 л.с.
- Максимальная скорость: 169 км/ч
- Дальность: 547 км
- Практический потолок: 3048 м